# Плес на киши
Плес на киши (словен. Ples v dežju) је југословенски и словеначки драмски филм први пут приказан 27. марта 1961. године. Режирао га је Боштјан Хладник који је заједно са Доминик Смолеом написао и сценарио.

## Улоге
| Глумац          | Улога              |
| --------------- | ------------------ |
| Душа Почкај     | Маруса             |
| Миха Балох      | Петер              |
| Радо Накрст     | Антон              |
| Али Ранер       | Клеветник          |
| Јожа Зупан      | Магда              |
| Арнолд Товорник | Возач              |
| Јанез Јерман    | Директор позоришта |
| Јанез Албрехт   | Конобар            |
| Вида Јуван      | Домаћица           |

Остале улоге  ▼
| Глумац         | Улога    |
| -------------- | -------- |
| Деметер Битенц | Професор |
| Јанко Хочевар  |          |
| Франци Јеж     |          |
| Мојца Платнер  |          |